# Jonás Cuarón
Jonás Cuarón Elizondo (Città del Messico, 1981) è uno sceneggiatore e regista messicano.

## Biografia
Ha frequentato prima il Vassar College di Poughkeepsie ed ha poi studiato architettura e letteratura inglese all'università.
Debutta nel mondo del cinema nel 2007, quando dirige, scrive, produce e monta il film Año uña, che ha tra gli interpreti la moglie ed il fratellastro.
La svolta nella sua carriera arriva con la collaborazione col padre per il film del 2013 Gravity, che co-scrive con Alfonso Cuarón. Dirige, scrive, produce e monta poi il cortometraggio Aningaaq, spin-off del film Gravity.
Nel marzo 2014 inizia le riprese del suo secondo film, il primo dopo la notorietà, intitolato Desierto, del quale ricopre il ruolo di regista e sceneggiatore e nel cui cast figurano, tra gli altri, Jeffrey Dean Morgan e Gael García Bernal.
Nel febbraio 2016 Mark Amin, amministratore delegato della Sobini Films, annuncia di aver scelto Jonás Cuarón per dirigere e sceneggiare un reboot di Zorro in versione post-apocalittica, dal titolo Z, con protagonisti Gael García Bernal e Kiersey Clemons.

### Vita privata
Jonás Cuarón è figlio del regista Alfonso Cuarón, col quale ha collaborato per il film che l'ha portato alla notorietà nel 2013, Gravity, e dell'attrice Mariana Elizondo. Ha un fratellastro attore, Diego Cataño. È sposato dal 2007 con Eireann Harper ed hanno un figlio.

## Filmografia

### Sceneggiatore

#### Lungometraggi
- Año uña, regia di Jonás Cuarón (2007)
- Gravity, regia di Alfonso Cuarón (2013)
- Desierto, regia di Jonás Cuarón (2015)
- Chupa, regia di Jonás Cuarón (2023)

#### Cortometraggi
- Aningaaq, regia di Jonás Cuarón (2014)

### Regista

#### Lungometraggi
- Año uña (2007)
- The Shock Doctrine (2007) - Documentario
- Desierto (2015)
- Chupa (2023)

#### Cortometraggi
- The Shock Doctrine (2007)
- Aningaaq (2014)

### Produttore

#### Lungometraggi
- Año uña, regia di Jonás Cuarón (2007)
- Desierto, regia di Jonás Cuarón (2015)

#### Cortometraggi
- The Shock Doctrine, regia di Jonás Cuarón (2007) - produttore esecutivo
- Domingo, regia di Diego Cataño (2013) - produttore esecutivo
- Aningaaq, regia di Jonás Cuarón (2014)

### Montatore
- Año uña, regia di Jonás Cuarón (2007)
- The Shock Doctrine, regia di Jonás Cuarón (2007) - Documentario
- Aningaaq, regia di Jonás Cuarón (2013) - Cortometraggio
- Desierto, regia di Jonás Cuarón (2015)

### Attore
- Uno per tutte (Solo con tu pareja), regia di Alfonso Cuarón (1991)
- La piccola principessa (The Little Princess), regia di Alfonso Cuarón (1995) - Non accreditato

### Direttore della fotografia
- Año uña, regia di Jonás Cuarón (2007)
- The Shock Doctrine, regia di Jonás Cuarón (2007) - Documentario

## Riconoscimenti
- 2014 – BAFTA Awards
  - Miglior film britannico per Gravity
  - Candidatura per la migliore sceneggiatura originale per Gravity
- 2015 – Toronto International Film Festival[5]
  - Premio FIPRESCI della critica internazionale
- 2014 – Saturn Award
  - Candidatura per la miglior sceneggiatura per Gravity
- 2014 – NAACP Image Award
  - Candidatura per la miglior sceneggiatura per Gravity
- 2013 – Phoenix Film Critics Society Awards
  - Candidatura per la miglior sceneggiatura originale per Gravity
- 2013 – San Francisco Film Critics Circle
  - Candidatura per la miglior sceneggiatura originale per Gravity
- 2007 – Thessaloniki Film Festival
  - Special Artistic Achievement per Año uña
  - Candidatura per il miglior film per Año uña
- 2017 – Diosas de Plata[6]
  - Candidatura per il miglior regista per Desierto
  - Candidatura per la miglior sceneggiatura per Desierto
  - Candidatura per il miglior montaggio per Desierto